# Policulturalismo
Il policulturalismo è un concetto che asserisce che tutte le culture del mondo sono interconnesse. Ciò lo contrappone al concetto di multiculturalismo, che è ritenuto divisivo dai sostenitori del policulturalismo. Il policulturalismo è l'argomento del libro del 2001 Everybody Was Kung Fu Fighting: Afro-Asian Connections and the Myth of Cultural Purity di Vijay Prashad.